# Рау Садулуј (Сибињ)
Рау Садулуј (рум. Râu Sadului) насеље је у Румунији у округу Сибињ у општини Рау Садулуј. Oпштина се налази на надморској висини од 855 m.

## Становништво
Према подацима из 2002. године у насељу је живело 636 становника, од којих су сви румунске националности.

### Хронологија
| Година       | 1992 | 1993 | 1994 | 1995 | 1996 | 1997 | 1998 | 1999 | 2000 | 2001 | 2002 | 2003 | 2004 | 2005 | 2006 | 2007 | 2008 | 2009 | 2010 | 2011 | 2012 | 2013 | 2014 | 2015 | 2016 | 2017 |
| ------------ | ---- | ---- | ---- | ---- | ---- | ---- | ---- | ---- | ---- | ---- | ---- | ---- | ---- | ---- | ---- | ---- | ---- | ---- | ---- | ---- | ---- | ---- | ---- | ---- | ---- | ---- |
| Становништво | 711  | 694  | 692  | 689  | 684  | 671  | 663  | 662  | 656  | 654  | 638  | 644  | 636  | 636  | 641  | 640  | 644  | 637  | 625  | 625  | 632  | 626  | 626  | 623  | 609  | 608  |